# La Meilleraie-Tillay

La Meilleraie-Tillay este o comună în departamentul Vendée, Franța. În 2009 avea o populație de 1,519 de locuitori.